# Veneno pa tu piel
«Veneno pa tu piel» es un sencillo de 1996 de Cristina Ortiz Rodríguez, conocida como La Veneno. El vinilo de 12 pulgadas contiene dos canciones, una que da título al disco, «Veneno pa tu piel», y «El rap de La Veneno».
El álbum obtuvo un disco de oro por ventas de más de 50,000 copias.

## Temas
La canción «Veneno pa tu piel» fue compuesta por Yilena Giusti, cantante del grupo ASAP. Fue estrenada en el programa Esta noche cruzamos el Mississippi.
Por su parte, «El rap de La Veneno» es un rap con una base musical house donde Cristina improvisa algunas de sus frases más famosas.

## Versiones
En 2020 la cantante andaluza Carmen Hierbabuena realizó una versión del tema principal del disco. Ese mismo año, Jedet grabó «Veneno pa tu piel» como tema principal de la serie Veneno.

## Posición en las listas
| Lista (1996) | Posición |
| ------------ | -------- |
| España AFYVE | 9        |

## Certificaciones
| País   | Artista   | Certificación | Fecha | Ventas certificadas |
| ------ | --------- | ------------- | ----- | ------------------- |
| España | La Veneno | Oro           | 1996  | 50 000              |